# Benjamin Pauquet

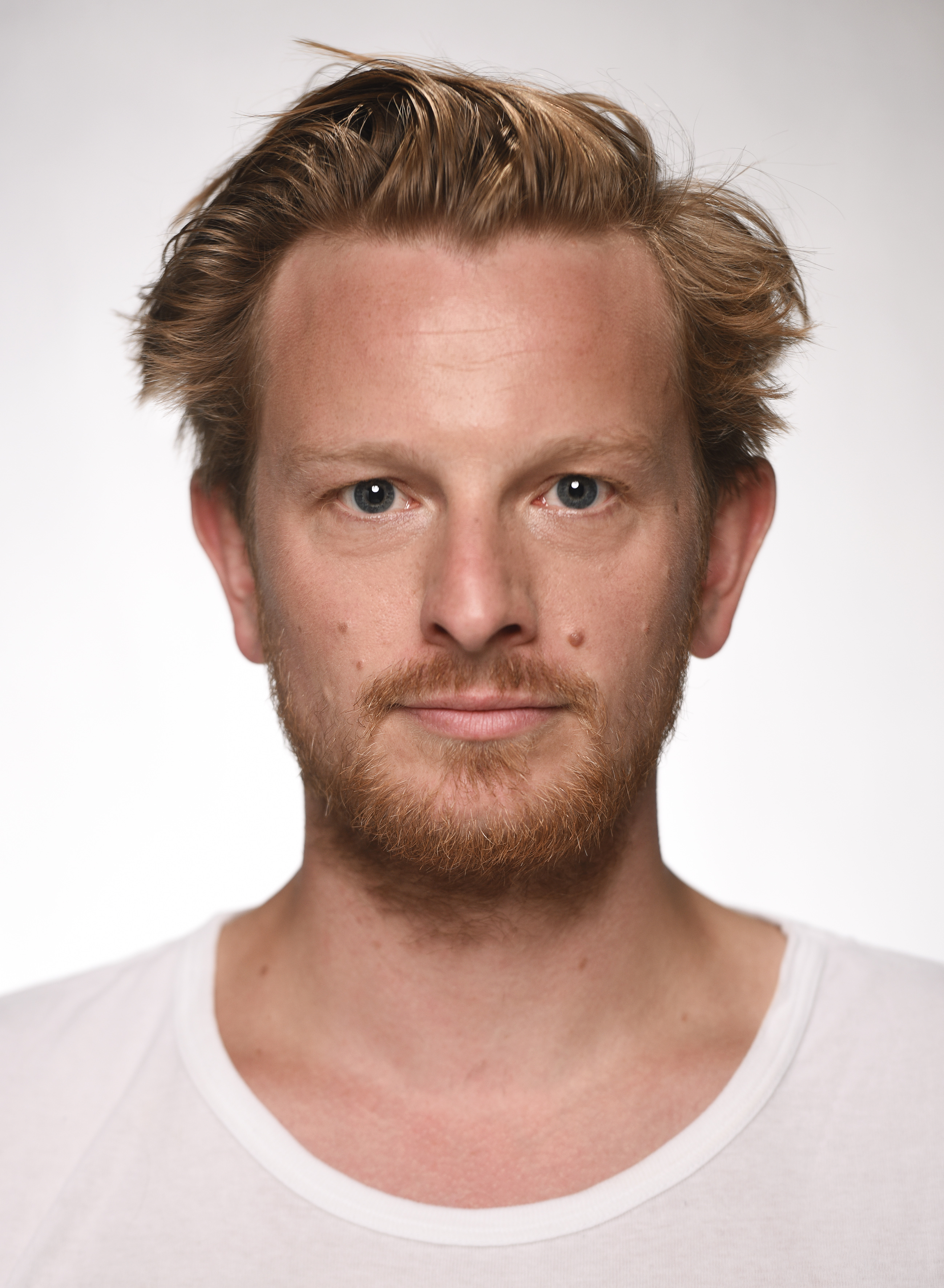
Benjamin Pauquet

Benjamin Pauquet (* 11. Juni 1984 in Marburg) ist ein deutscher Schauspieler.

## Leben
Benjamin Pauquet wurde im hessischen Marburg geboren. Er absolvierte sein Schauspielstudium von 2005 bis 2009 an der Berliner Hochschule für Schauspielkunst „Ernst Busch“. Im Rahmen seines Studiums spielte er unter anderem am bat-Studiotheater und am Maxim-Gorki-Theater den Yang Sun in Der gute Mensch von Sezuan (2007; Regie: Uta Koschel).
Mit Beginn der Spielzeit 2009/2010 wurde er Ensemblemitglied am Staatsschauspiel Dresden. Zu seinen Bühnenrollen gehörten dort u. a. Slift in Die heilige Johanna der Schlachthöfe (2009; Regie: Tilmann Köhler), Christian Hoffmann in Wolfgang Engels Uraufführung von Der Turm von Uwe Tellkamp (2010), Kostja in Tschechows Die Möwe (2011; Regie: Burkhard C. Kosminski), Gratiano in Der Kaufmann von Venedig (2011; Regie: Tilmann Köhler) und Maik Klingenberg in der Uraufführung von Tschick (2011; Regie: Jan Gehler). 2011 spielte er in dem Kurzfilm Sometimes we sit and think and sometimes we just sit (Regie: Julian Pörksen) mit, der auf der Berlinale 2012 lief.
Für Tschick erhielt er 2012 gemeinsam mit Lea Ruckpaul und Sebastian Wendelin den Günter-Rühle-Preis der Stadt Bensheim.
In der Spielzeit 2012/2013 arbeitete er in Kapital der Puppen zusammen mit René Pollesch. Er war als Heinrich in Der Drache (2013; Regie: Wolfgang Engel), als Erich in Geschichten aus dem Wiener Wald (2013; Regie: Barbara Bürk), als Bleichenwang in Was ihr wollt (2014; Regie: Andreas Kriegenburg) und als Bernard Marx in Schöne Neue Welt (2014; Regie: Roger Vontobel) zu sehen. Des Weiteren arbeitete er zusammen mit Sandra Strunz, Jan Neumann, Friederike Heller, Julia Hölscher, Sapir Heller, Christina Rast und spielte bei Volker Lösch in Graf Öderland/Wir sind das Volk (2015), in Oliver Frljićs Requiem für Europa (2016) und in der Uraufführung von Thomas Freyers Kein Land. August (2017; Regie: Jan Gehler).
Mit der Spielzeit 2017/2018 wurde Pauquet ans Nationaltheater Mannheim engagiert, wo er unter anderem als Winston Smith in 1984 (Premiere: November 2017; Regie: Georg Schmiedleitner) zu sehen ist. 2018 und 2019 war Pauquet Ensemblemitglied am Schauspiel Stuttgart. Seit 2020 ist er freier Schauspieler.
Benjamin Pauquet lebt in Dresden-Neustadt und hat drei Kinder.

## Filmografie (Auswahl)
- 2011: Der Turm, (TV-Film, Aufzeichnung des Stücks „Der Turm“ am Staatstheater Dresden 2010), Regie: Georg Wübbolt
- 2012: Sometimes we sit and think and sometimes we just sit (Kurzfilm)